# 누텔라 (브랜드)
누텔라(Nutella)는 개암 페이스트를 베이스로 설탕, 코코아, 탈지 분유, 향료, 유화제 등의 재료를 혼합한 초콜릿맛 스프레드이며 이탈리아의 페레로가 출시한 제품이다. 크레프와 같은 후식 요리를 만들때 사용된다.

## 같이 보기
- 페레로 로쉐